# Heungdeok-gu
Heungdeok-gu là một quận không tự trị của thành phố Cheongju ở Chungcheong Bắc, Hàn Quốc. Heungdeok-gu được thành lập từ một phần của Heungdeok-gu và một phần của Cheongwon-gun vào tháng 7 năm 2014.

## Phân cấp hành chính
Heungdeok-gu được chia thành 2 thị trấn (eup), 2 xã (myeon), và 8 phường (dong).
|                           | Hangul      | Hanja         |
| ------------------------- | ----------- | ------------- |
| Osong-eup                 | 오송읍      | 五松邑        |
| Gangnae-myeon             | 강내면      | 江內面        |
| Oksan-myeon               | 옥산면      | 玉山面        |
| Uncheon-dong Sinbong-dong | 운천신봉동  | 雲泉洞 新鳳洞 |
| Bokdae-dong               | 복대1동     | 福臺洞        |
| Bokdae-dong               | 복대2동     | 福臺洞        |
| Gagyeong-dong             | 가경동      | 佳景洞        |
| Bongmyeong-dong           | 봉명1동     | 鳳鳴洞        |
| Songjeong-dong            | 봉명2송정동 | 松亭洞        |
| Gangseo-dong              | 강서1동     | 江西洞        |
| Gangseo-dong              | 강서2동     | 江西洞        |

## Liên kết
- (tiếng Hàn) Website chính thức